# Лазиусы

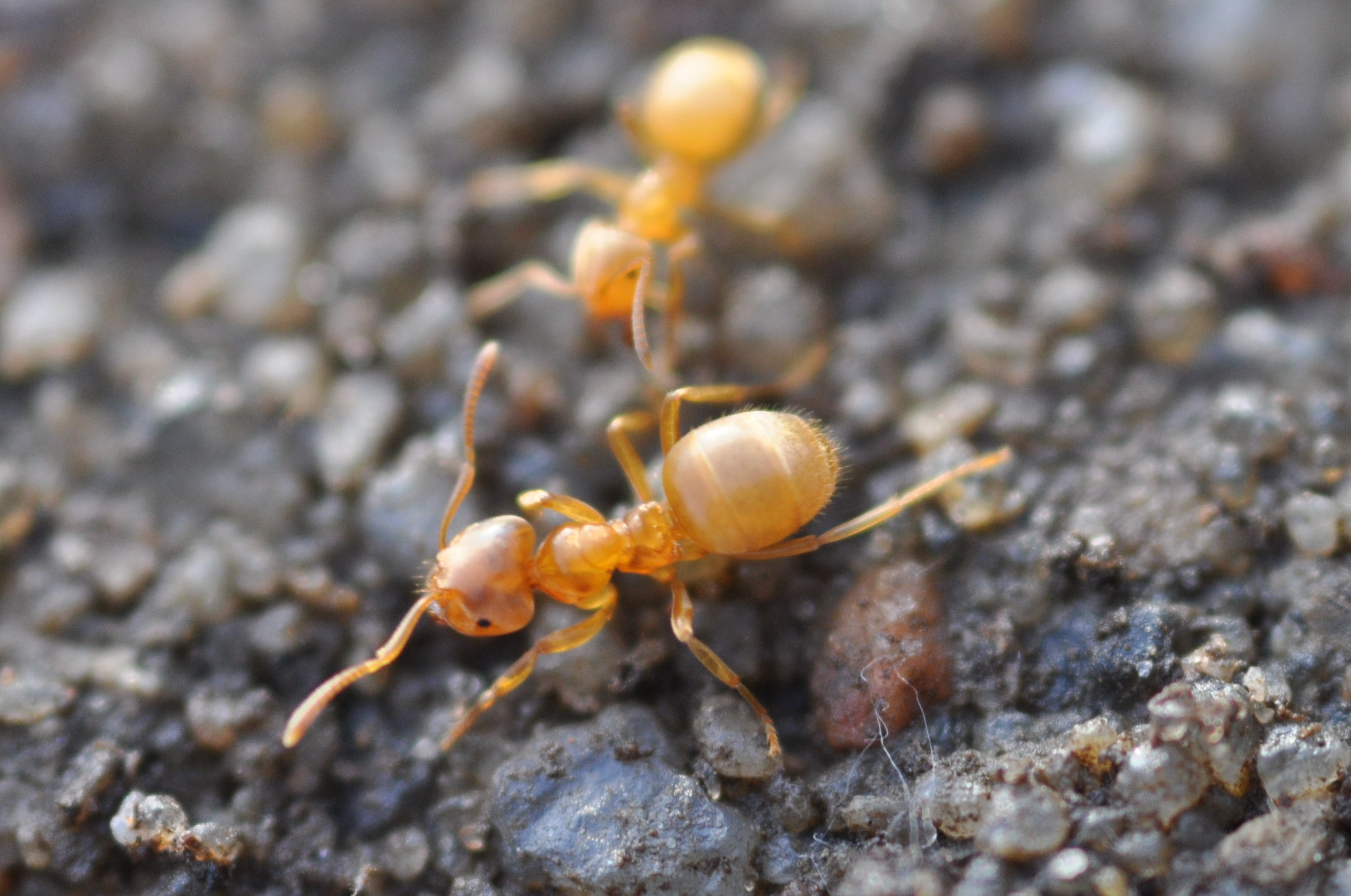
Lasius flavus

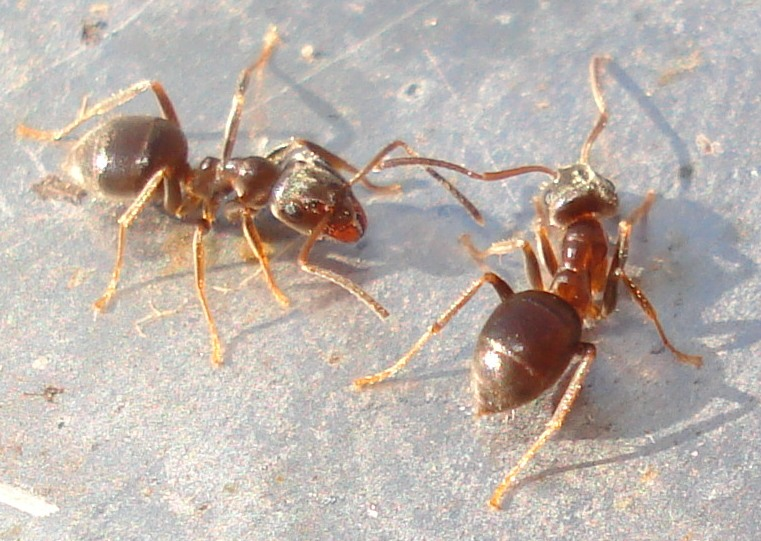
Lasius alienus

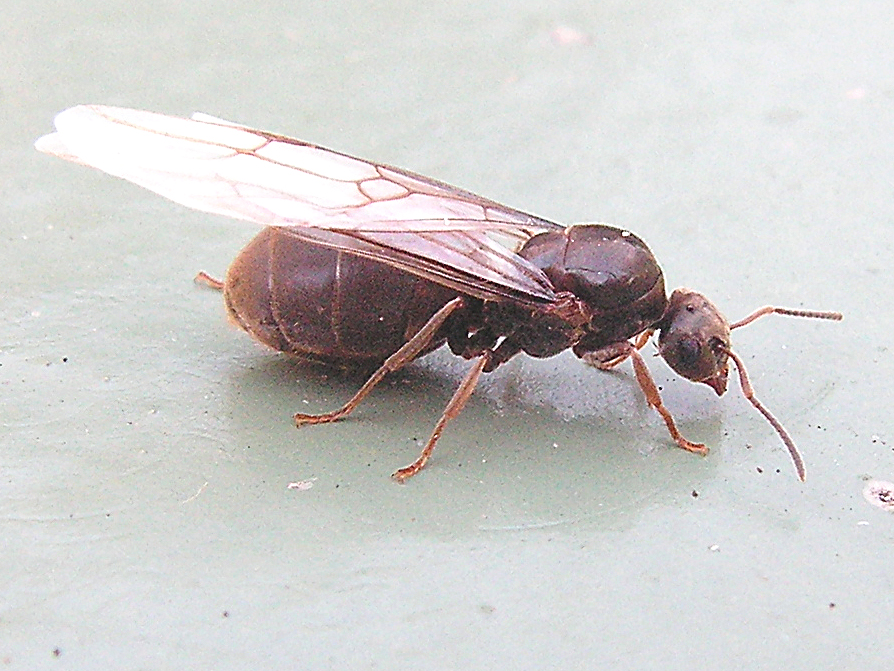
Крылатая самка Lasius niger

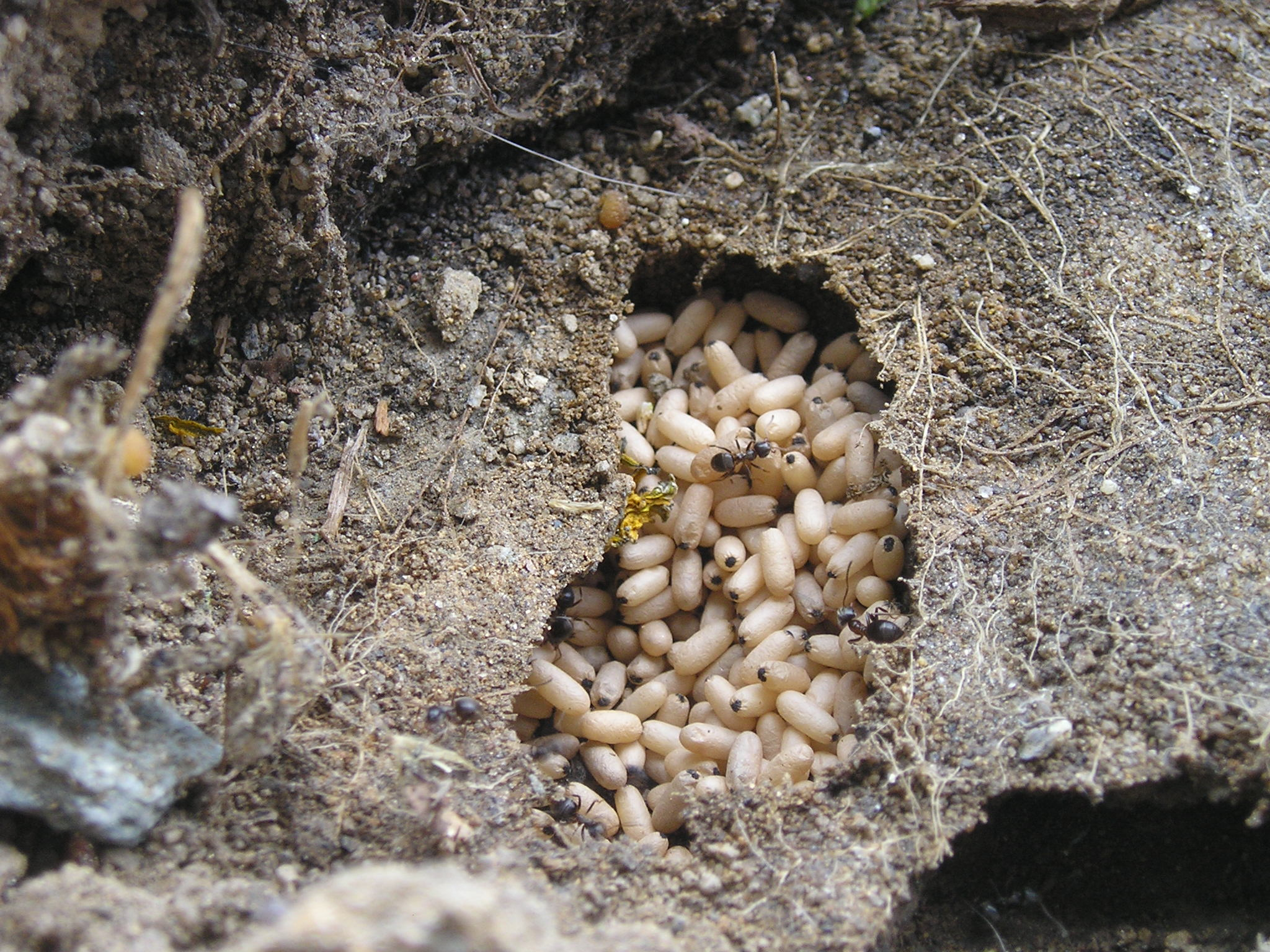
Коконы Lasius niger

Ла́зиусы (лат. Lasius, от др.-греч. λάσιος — «мохнатый») — род мелких земляных муравьёв из подсемейства формицины (Formicinae, Formicidae). Рабочие имеют длину около 2—5 мм, самки крупнее (6—10 мм).

## Распространение
Род Lasius имеет голарктическое распространение (палеарктика и неарктика), охватывая северную Евразию и часть Северной Америки. Характерны для лесов и степей умеренного пояса.
Лазиусы — это самые известные и всюду встречающиеся в Средней полосе (даже в городах) муравьи, такие как чёрный садовый муравей. Всего род Lasius объединяет около 130 видов.
В Палеарктике около 100 видов: Lasius s.str. (около 55 палеарктических видов), Cautolasius (7 видов), Dendrolasius (7 видов), Chthonolasius (27 видов) и Austrolasius (2 вида).
В России отмечены 31 вид: Lasius s.str. (13 видов), Cautolasius (1 вид), Dendrolasius (7 видов), Chthonolasius (9 видов) и Austrolasius (1 вид).

## Социальный паразитизм
Род включает несколько десятков видов социальных паразитов в подродах Chtonolasius, Acanthomyops, Austrolasius и Dendrolasius. Свободноживущие виды с независимым основанием новых семей есть только в подродах Cautolasius и Lasius s. str.. Например, самка жёлтого пахучего муравья (Lasius umbratus), убив предварительно матку, может поселяться в гнезде чёрного садового муравья (Lasius niger). Самка вида Lasius carniolicus основывают свои семьи в колониях видов Lasius flavus и Lasius alienus; самки Lasius reginae — в гнёздах Lasius alienus; самки Lasius fuliginosus — в муравейниках Lasius alienus, Lasius niger, Lasius umbratus и других.

## Фунгикультура
Муравьи рода Lasius единственные, кроме американских листорезов и грибководов (Acromyrmex, Atta и другие), представители всего семейства Formicidae, использующие грибы. Однако, если представители Attini используют грибы в кормовых целях, то у Lasius они служат в строительных целях. У муравьёв подрода Dendrolasius (например, у пахучего муравья-древоточца, Lasius fuliginosus) обнаружено использование грибной культуры для образования композитных стенок их картонных муравейников.

## Мирмекофилы
В гнёздах встречается множество мирмекофилов, в том числе Стафилиниды, жуки-ощупники Claviger testaceus.

## Палеонтология
В балтийском и других европейских янтарях (ровенском, скандинавском, немецких) обнаружено несколько эоценовых ископаемых видов (Lasius s. str): L. nemorivagus Wheeler, 1915, Lasius pumilus Mayr, 1868, Lasius punctulatus Mayr, 1868 и другие. Вид Lasius schiefferdeckeri Mayr, 1868 является одним из самых массовых ископаемых муравьёв в позднеэоценовых европейских янтарях, где его доля составляет 15—24 % от всех других муравьёв. Из олигоцена США известен Lasius peritulus (Cockerell, 1927). Lasius tertiarius G. Zalessky, 1949 и Lasius vetulus Dlussky, 1981 обнаружены в миоцене России. Ещё несколько видов найдены в Китае.

## Охранный статус
Большинство представителей рода Lasius достаточно массовые в природе и особой охраны не требуют. Однако, несколько видов встречаются редко и включены в охранные списки. Например, вид Lasius reginae включён в «Красный список угрожаемых видов» (англ. IUCN Red List of Threatened Animals) международной Красной книги Всемирного союза охраны природы (The World Conservation Union, IUCN) в статусе Vulnerable D2 (таксоны в уязвимости или под угрозой исчезновения).

## Систематика
Около 130 видов в 7 подродах. Первую кладу образуют Acanthomyops, Austrolasius, Chthonolasius и Lasius pallitarsis. Вторую кладу образуют Dendrolasius и Lasius sensu stricto. Подрод Cautolasius, в котором нет ни социального паразитизма, ни фунгикультуры, вероятно принадлежит ко второй кладе, но его филогенетическая позиция остаётся неясной. Род включён в состав трибы Lasiini, где наиболее близок к роду Myrmecocystus.
Анализ фиологенетических данных показал, что Lasius делится на две хорошо поддерживаемые монофилетические группы, примерно одинаковые по видовому разнообразию. Временный социальный паразитизм и грибоводство возникали у Lasius дважды независимо друг от друга. Клада Lasius flavus (около 50 видов) включает 7 групп: atopus (=Chthonolasius, часть 1/2), carniolicus (=Austrolasius), claviger (=Acanthomyops), flavus (=Cautolasius, часть 1/2), nearcticus (=Cautolasius, часть 2/2), pallitarsis (=Lasius s. str., часть  3/3), umbratus (=Chthonolasius, часть 2/2). Клада Lasius niger (около 70 видов) включает 3 группы: brunneus (L.s.str., часть 1/3), fuliginosus (=Dendrolasius), niger (L.s.str., часть 2/3). В 2022 году из состава были выделено несколько таксонов. Metalasius, с одним сохранившимся видом M. myrmidon (=Lasius myrmidon) и одним ископаемым видом † M. pumilus (=†Lasius pumilus), а вид Lasius escamole синонимизирован с Liometopum apiculatum.

### Синонимы
Ранее для рода Lasius применялись и такие названия, сведённые позднее в синонимы:
- Donisthorpea Morice and Durrant, 1914
- Formicina Shuckard, 1840

### Классификация
Род Lasius традиционно разделяют на несколько (7) подродов:. Однако, подроды Chthonolasius, Cautolasius и Lasius признаны прарафилетичными.
- Acanthomyops (Неарктика, 16 видов)
  - Lasius arizonicus
  - Lasius interjectus
  - Lasius latipes
- Austrolasius Faber, 1967
  - Lasius carniolicus
  - Lasius reginae
- Cautolasius Wilson, 1955
  - Lasius nearcticus
  - Жёлтый земляной муравей (Lasius flavus)
- Chthonolasius Ruzsky, 1913[18][19]
  - Lasius mixtus
  - Жёлтый пахучий муравей (Lasius umbratus)
  - Lasius citrinus
- Dendrolasius Ruzsky, 1913
  - Lasius capitatus
  - Lasius fuji
  - Пахучий муравей-древоточец (Lasius fuliginosus)
  - Lasius nipponensis
  - Lasius orientalis
  - Lasius spathepus[20][21][22][23]
- Lasius s.str. Ruzsky, 1913[24][25]
  - Садовый бледноногий муравей (Lasius alienus)
  - Lasius brunneus
  - Lasius emarginatus
  - Lasius japonicus
  - Lasius neglectus
  - Чёрный садовый муравей (Lasius niger)
  - Lasius pallitarsis (=L. sitkaensis) (Неарктика)
  - Lasius platythorax

### Список видов
- Lasius alienoflavus Bingham, 1903
- Lasius alienus (Foerster, 1850)
- †Lasius anthracinus (Heer, 1867)
- Lasius arizonicus Wheeler, 1917
- Lasius atopus Cole, 1958
- Lasius austriacus Schlick-Steiner, Steiner, Schödl & Seifert, 2003
- Lasius balcanicus [no authors], 1988
- Lasius balearicus Talavera, Espadaler & Vila, 2014
- Lasius bicornis (Foerster, 1850)
- Lasius bombycina Seifert & Galkowski, 2016[5]
- Lasius breviscapus Seifert, 1992
- Lasius brunneus (Latreille, 1798)
- Lasius buccatus Stärcke, 1942
- Lasius bureni (Wing, 1968)
- Lasius californicus Wheeler, 1917
- Lasius capitatus (Kuznetsov-Ugamsky, 1927)
- Lasius carniolicus Mayr, 1861
- Lasius casevitzi Seifert & Galkowski, 2016 (Корсика)[5]
- †Lasius chambonensis Piton & Théobald, 1935
- Lasius cinereus Seifert, 1992
- Lasius citrinus Emery, 1922
- Lasius claviger (Roger, 1862)
- Lasius colei (Wing, 1968)
- Lasius coloradensis Wheeler, 1917
- Lasius coloratus Santschi, 1937
- Lasius creightoni (Wing, 1968)
- Lasius crinitus (Smith, 1858)
- Lasius crispus Wilson, 1955
- Lasius crypticus Wilson, 1955
- Lasius distinguendus (Emery, 1916)
- Lasius draco Collingwood, 1982
- Lasius elevatus Bharti & Gul, 2013
- Lasius emarginatus (Olivier, 1792)
- †Lasius epicentrus Théobald, 1937
- Lasius escamole Reza, 1925
- Lasius exulans Fabricius, 1804
- Lasius fallax Wilson, 1955
- Lasius flavescens Forel, 1904
- Lasius flavoniger Seifert, 1992
- Lasius flavus (Fabricius, 1782)
- Lasius fuji Radchenko, 2005
- Lasius fuliginosus (Latreille, 1798)
- Lasius gebaueri Seifert, 1992
- †Lasius globularis (Heer, 1849)
- †Lasius glom LaPolla & Greenwalt, 2015
- Lasius grandis Forel, 1909
- Lasius hayashi Yamauchi & Hayashida, 1970
- Lasius hikosanus Yamauchi, 1979
- Lasius himalayanus Bingham, 1903
- Lasius hirsutus Seifert, 1992
- Lasius humilis Wheeler, 1917
- Lasius illyricus Zimmermann, 1935
- †Lasius inflatus (Zhang, 1989)
- Lasius interjectus Mayr, 1866
- Lasius japonicus Santschi, 1941
- Lasius jensi Seifert, 1982
- Lasius karpinisi Seifert, 1992
- Lasius koreanus Seifert, 1992
- Lasius lasioides (Emery, 1869)
- Lasius latipes (Walsh, 1863)
- Lasius lawarai Seifert, 1992
- †Lasius longaevus (Heer, 1849)
- Lasius longiceps [no authors], 1988
- Lasius longicirrus Chang & He, 2002
- †Lasius longipennis (Heer, 1849)
- Lasius magnus Seifert, 1992
- Lasius mellea (Provancher, 1881)
- Lasius meridionalis (Bondroit, 1920)
- Lasius mexicanus Wheeler, 1914
- Lasius mikir Collingwood, 1982
- Lasius minutus Emery, 1893
- Lasius myrmidon Mei, 1998[26]
- Lasius mixtus (Nylander, 1846)
- Lasius monticola (Buckley, 1866)
- †Lasius mordicus Zhang, 1989
- Lasius morisitai Yamauchi, 1979
- Lasius murphyi Forel, 1901
- Lasius myops Forel, 1894[27]
- Lasius myrmidon Mei, 1998
- Lasius nearcticus Wheeler, 1906
- Lasius neglectus Van Loon, Boomsma & Andrasfalvy, 1990
- †Lasius nemorivagus Wheeler, 1915
- Lasius neoniger Emery, 1893
- Lasius nevadensis Cole, 1956
- Lasius niger (Linnaeus, 1758)typus
- Lasius nigrescens Stitz, 1930
- Lasius nipponensis Forel, 1912
- Lasius nitidigaster Seifert, 1996[28]
- †Lasius oblongus Assmann, 1870
- Lasius obscuratus Stitz, 1930
- †Lasius obscurus (Heer, 1849)
- Lasius occidentalis Wheeler, 1909
- †Lasius occultatus (Heer, 1849)
- †Lasius ophthalmicus (Heer, 1849)
- Lasius orientalis Karavaiev, 1912
- Lasius pallitarsis (Provancher, 1881)
- Lasius paralienus Seifert, 1992
- †Lasius peritulus (Cockerell, 1927)
- Lasius piliferus Seifert, 1992
- Lasius platythorax Seifert, 1991
- Lasius plumopilosus Buren, 1941
- Lasius pogonogynus Buren, 1950
- Lasius productus Wilson, 1955
- Lasius przewalskii Ruzsky, 1915
- Lasius psammophilus Seifert, 1992
- Lasius pubescens Buren, 1942
- †Lasius pumilus Mayr, 1868
- †Lasius punctulatus Mayr, 1868
- Lasius rabaudi (Bondroit, 1917)
- Lasius reginae Faber, 1967[29]
- Lasius rubiginosa (Latreille, 1802)
- Lasius ruficornis (Fabricius, 1804)
- Lasius sabularum (Bondroit, 1918)
- Lasius sakagamii Yamauchi & Hayashida, 1970
- Lasius schaeferi Seifert, 1992
- †Lasius schiefferdeckeri Mayr, 1868
- Lasius schulzi Seifert, 1992
- Lasius sitiens Wilson, 1955
- Lasius sonobei Yamauchi, 1979
- Lasius spathepus Wheeler, 1910
- Lasius speculiventris Emery, 1893
- Lasius subglaber Emery, 1893
- Lasius subumbratus Viereck, 1903
- Lasius talpa Wilson, 1955
- Lasius tapinomoides Salata & Borowiec, 2018[30]
- Lasius tebessae Seifert, 1992
- †Lasius tertiarius Zalessky, 1949
- †Lasius truncatus Zhang, 1989
- Lasius turcicus Santschi, 1921
- Lasius umbratus (Nylander, 1846)
- Lasius uzbeki Seifert, 1992
- †Lasius validus Zhang, 1989
- Lasius vestitus Wheeler, 1910
- †Lasius vetulus Dlussky, 1981
- Lasius viehmeyeri Emery, 1922
- Lasius wittmeri Seifert, 1992
- Lasius xerophilus MacKay & MacKay, 1994

### Структура подродаLasiuss.str.
В Палеарктике подрод Lasius s.str. включает около 60 видов.
- Комплекс видов Lasius brunneus
  - Lasius brunneus (Latreille 1798)
  - Lasius silvaticus Seifert, 2020
  - Lasius himalayanus Bingham, 1903
  - Lasius excavatus Seifert, 2020
  - Lasius lasioides (Emery, 1869)
- Комплекс видов Lasius turcicus
  - Lasius austriacus Schlick-Steiner, 2003
  - Lasius neglectus Van Loon et al., 1990
  - Lasius precursor Seifert, 2020
  - Lasius turcicus Santschi, 1921
  - Lasius tapinomoides Salata & Borowiec, 2018
  - Lasius israelicus Seifert, 2020
- Комплекс видов Lasius obscuratus
  - Lasius obscuratus Stitz, 1930
  - Lasius psammophilus fert, 1992
  - Lasius piliferus Seifert, 1992
  - Lasius creticus Seifert, 2020
- Комплекс видов Lasius paralienus
  - Lasius paralienus Seifert, 1992
  - Lasius bombycina Seifert & Galkowski, 2016
  - Lasius casevitzi Seifert & Galkowski, 2016
  - Lasius kritikos Seifert, 2020
- incertae sedis
  - Lasius alienus (Foerster, 1850)
  - Lasius brevipalpus Seifert, 2020
  - Lasius karpinisi Seifert, 1992
  - Lasius schulzi Seifert, 1992
  - Lasius uzbeki Seifert, 1992
  - Lasius niger (Linnaeus, 1758)
  - Lasius vostochni Seifert, 2020
  - Lasius japonicus Santschi, 1941
  - Lasius chinensis Seifert, 2020
  - Lasius platythorax Seifert, 1991
  - Lasius emarginatus x platythorax
  - Lasius cyperus Seifert, 2020
  - Lasius flavescens  Forel, 1904
  - Lasius flavoniger  Seifert, 1992
  - Lasius grandis  Forel, 1909
  - Lasius mauretanicus Seifert, 2020
  - Lasius cinereus  Seifert, 1992
  - Lasius balearicus  Talavera & al., 2014
  - Lasius persicus Seifert, 2020
- incertae sedis
  - Lasius emarginatus  (Olivier, 1791)
  - Lasius illyricus  Zimmermann, 1935
  - Lasius maltaeus Seifert, 2020[31]
  - Lasius tebessae  Seifert, 1992
  - Lasius tunisius Seifert, 2020
  - Lasius magnus  Seifert, 1992
  - Lasius lawarai  Seifert, 1992
  - Lasius wittmeri  Seifert, 1992
  - Lasius hirsutus  Seifert, 1992
  - Lasius nigrescens Stitz, 1930
  - Lasius schaeferi  Seifert, 1992
  - Lasius coloratus  Santschi, 1937
  - Lasius sichuense Seifert, 2020
  - Lasius kabaki Seifert, 2020
  - Lasius longipalpus Seifert, 2020
  - Lasius productus Wilson, 1955
  - Lasius koreanus  Seifert, 1992
  - Lasius hayashi  Yamauchi & Hayashida, 1970
  - Lasius sakagamii  Yamauchi & Hayashida, 1970